# Turaidas Rose
Turaidas Rose var ungmøen fra Turaida Maijas (1601–1620) legendariske navn, som i 1620 frivilligt valgte døden frem for at miste sin ære. Den livlandske assessor Magnus von Wolffeldt udgav i 1844, som den første, en artikel om denne hændelse, over hvilket poeten Adelbert Cammerer (1786–1848) digtede det romantisk-historiske digt "Die Jungfrau von Treiden" (Turaidas jomfru).

## Legenden
I foråret 1601 under den polsk-svenske krig (1600–1629) indtog svenske soldater Turaida Borg. Efter slaget fandt slotsdegnen Greif et få uger gammelt pigebarn blandt de omkomne. Greif bragte pigen hjem og tog sig af pigens opfostring. Det var maj måned, og pigen fik navnet Maija.
Årene gik og Maija voksede op til at blive en smuk ungmø. Hendes skønhed gav hende tilnavnet Turaidas Rose. På floden Gaujas modsatte side – på Sigulda Borg, boede hendes udkårne – gartneren Viktor Heil. Om aftenerne mødtes de i Gutmanhulen.
Samtidig tjente to polske desertører på borgen – Jakubovski og Skudric. Jakubovski blev glad for Maija og ønskede at gifte sig med hende, men pigen afviste oppasningen. Dette gjorde Jakubovski så vred, at han ønskede at få pigen med magt. Han sendte Skudric til Maija under påskud af at komme fra Viktor, for at mødes det vanlige sted, men ikke det vanlige tidspunkt. Da Maija ankom og forstod, at det var en fælde, valgte hun hellere at dø, end at blive gjort til skamme. Det var dengang folk stadig troede på trolddom. Pigen havde et rødt silkesjal om halsen, som hun havde fået som gave fra sin kavaler, derfor sagde hun til Jakubovski, at dette sjal antog trolddomskraft – at sjalets bærer blev beskyttet mod sværdets hug, og indbød ham at efterprøve dette. Jakubovski tøvede først, men huggede derefter til af al kraft og pigen kollapsede ved hans fødder. Jakubovski blev bange og overvældet af rædsel over hændelsen, og rendte ud i skoven og hængte sig.
Senere på aftenen fandt Viktor Maija død i hulen og skyndte sig til Turaida efter hjælp. Ved hulen fandt man Viktors blodige økse. Retssagen foregik på Turaidaborgen og man antog, at Viktor var drabsmanden og dømte ham til døden. Hændelssesforløbet ændrede Skudric, som havde fulgt efter Jakubovski og havde set alt. Han fortalte retten alt som det virkelig var foregået, og Viktor blev frikendt, og pigen begravedes på kirkegården ved Turaida Kirke, hvor hendes gravplads kan besgøges den dag i dag.
Fra den tid har det været almindelig praksis for nygifte, at lægge blomster på Turaidas Roses gravsted i håb om at kende den samme evige kærlighed og hengivenhed.